# Almodóvar del Pinar
Almodóvar del Pinar település Spanyolországban, Cuenca tartományban. Almodóvar del Pinar Campillo de Altobuey, Gabaldón, Monteagudo de las Salinas, Paracuellos és Solera de Gabaldón községekkel határos. Lakosainak száma 397 fő (2024).

## Népesség
A település lakosságának változását az alábbi diagram mutatja:
| Lakosok száma | 505  | 514  | 493  | 457  | 464  | 455  | 430  | 390  | 383  | 397  |
|               | 2001 | 2004 | 2006 | 2009 | 2011 | 2014 | 2016 | 2019 | 2021 | 2024 |